# Bistum Priverno
Das Bistum Priverno war eine in Mittelitalien gelegene römisch-katholische Diözese mit Sitz in Priverno.

## Geschichte
Die Diözese Priverno wurde 760 als exemtes Bistum errichtet. Möglicherweise wurde es auch schon im 2. Jahrhundert errichtet. Es war also unmittelbar dem Heiligen Stuhl unterstellt.
Papst Honorius III. gliederte das Bistum, gemeinsam mit dem Bistum Sezze, am 17. Januar 1217 mit der Päpstlichen Bulle Hortatur nos dem Bistum Terracina Aeque principaliter an.
1957 gab es Territorium an die Diözese Terracina. Papst Paul VI. benannte die Vereinigung am 12. September 1967 in Bistum Terracina-Latina, Priverno und Sezze um. Papst Johannes Paul II. vereinigte die Bistümer endgültig zum Bistum Latina-Terracina-Sezze-Priverno.

## Bischöfe
- 1180–1195: Ugone
- 1195–1203: Tedelgario
- 1203–1224: Simeone

Weitere Bischöfe siehe in der Liste der Bischöfe von Terracina.